# Pete Wells
Peter (Pete) Wells (23 december 1946 - 27 maart 2006) was een Australische slide-gitarist.
Wells was afkomstig uit Brisbane en was begin jaren 70 lid van de band Buffalo. Met die groep nam hij enkele albums op. In 1976 werd hij lid van de rockgroep Rose Tattoo. Het kenmerkende van deze band was het schelle slide-gitaarwerk van Wells. Hij bleef tot 1983 bij de band en richtte zich daarna op een eigen groep, de Pete Wells Band. Met Lucy DeSoto maakte hij diverse albums. Uiteindelijk werd hij weer betrokken bij de heropgerichte Rose Tattoo. Rond 2002 werd bij hem prostaatkanker geconstateerd. Ondanks behandeling overleed hij in het voorjaar van 2006.